# Romario Barthéléry
Romario Barthéléry est un footballeur français international martiniquais né le 24 juin 1994. Il évolue au poste d'arrière latéral avec le Golden Lion de Saint-Joseph en R1 Martinique et avec la sélection de la Martinique.

## Biographie

### En équipe nationale
Il reçoit sa première sélection en équipe de Martinique le 25 mars 2018, en amical contre Trinité-et-Tobago (0-0).
Il est ensuite retenu par le sélectionneur Mario Bocaly afin de participer à la Gold Cup 2019.

## Palmarès
- Champion de la Martinique en 2016 avec le Golden Lion de Saint-Joseph
- Vainqueur de la Coupe de la Martinique en 2016 et 2019 avec le Golden Lion de Saint-Joseph